# هیدن پراوس
هیدن پراوس (انگلیسی: Heydon Prowse؛ زادهٔ ۱۹۸۱) بازیگر اهل بریتانیا است.
از فیلم‌ها یا مجموعه‌های تلویزیونی که وی در آن‌ها نقش داشته است، می‌توان به باغ مخفی اشاره نمود.